# 1548 w polityce

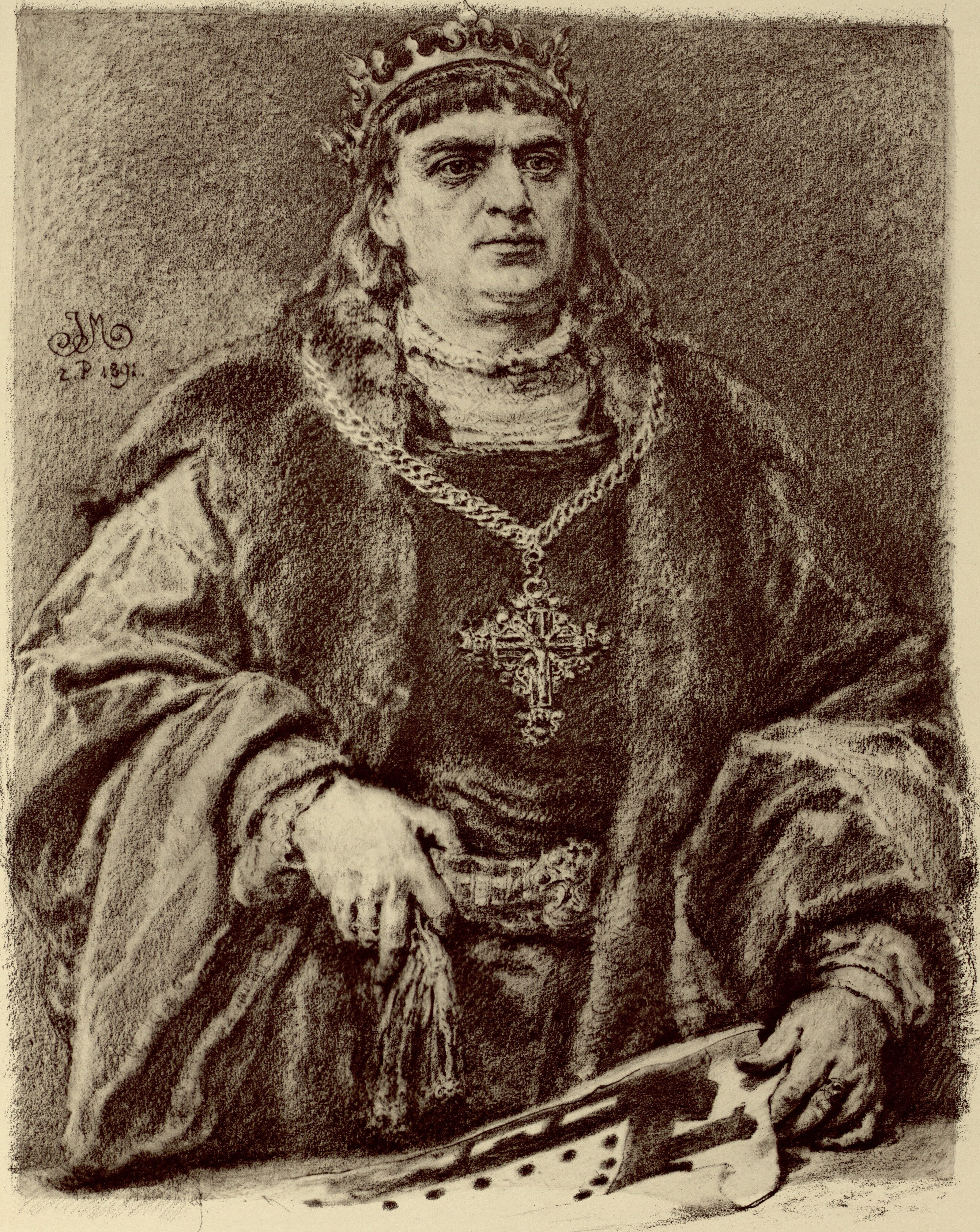
Jan Matejko, Portret Zygmunta I Starego

Wydarzenia polityczne w 1548 roku.

## Wydarzenia
- Zygmunt II August, koronowany na króla Polski jako dziecko, przejmuje władzę po ojcu[1].

## Urodzili się
- Giordano Bruno, włoski filozof, spalony na stosie w 1600[2].
- William Gibson, męczennik, błogosławiony Kościoła katolickiego[3].

## Zmarli
- 1 kwietnia Zygmunt I Stary, król Polski[4].